# Simone di Cramaud
Simone di Cramaud, (Simon de Cramaud) (Cramaud, 1345 circa – Poitiers, 15 dicembre 1422), è stato un cardinale e arcivescovo cattolico francese, vissuto durante il periodo del grande scisma d'Occidente.
Creato (pseudo) cardinale dall'antipapa Giovanni XXIII, venne poi confermato nella carica da papa Martino V.

## Biografia
Studiò a Orléans e successivamente a Parigi, dove ottenne una licenza (1369) e poi il dottorato (1375) in giurisprudenza, acquistandosi fama di valente canonista.
Fu nominato scolarca (écolâtre) della cattedrale di Orléans. A partire dal 1380 ebbe alcuni incarichi alla corte di Carlo VI e nel 1382 fu nominato giudice e conservatore dei tre siniscalcati giudei della Linguadoca. Divenne abate commendatario del monastero di Notre-Dame la Grande a Poitiers e canonico di san Martino a Tours.
Fu eletto vescovo di Agen il 30 maggio 1382. Il 7 agosto dell'anno successivo fu trasferito alla sede di Béziers. Il 24 novembre 1385 cambiò nuovamente sede e divenne vescovo di Poitiers. Il 27 maggio 1390 l'antipapa Clemente VII lo nominò arcivescovo di Sens, ma la nomina non ebbe effetto e divenne allora patriarca latino di Alessandria e amministratore apostolico dell'arcidiocesi di Avignone dal 17 marzo 1391 e della diocesi di Carcassonne dal 19 settembre dello stesso anno.
Prese posizione contro l'antipapa Benedetto XIII, con cui trattò chiedendone l'abdicazione e partecipò a lunghi infruttuosi negoziati per risolvere il grande scisma d'Occidente.
Nel 1409 partecipò al Concilio di Pisa. Il 2 luglio dello stesso anno l'antipapa Alessandro V lo nominò arcivescovo di Reims.
L'antipapa Giovanni XXIII lo nominò cardinale nel concistoro del 13 aprile 1413 e gli conferì il titolo di San Lorenzo in Lucina il successivo 12 maggio. Nello stesso periodo ottenne anche in amministrazione apostolica perpetua la diocesi di Poitiers.
Nel 1417 partecipò al Concilio di Costanza, in cui pronunciò l'omelia Libera, Deus Israel, ex omnibus tribulationibus suis Ecclesiam. Nello stesso anno partecipò al conclave che elesse papa Martino V, che gli confermò la dignità cardinalizia, con la quale fece ritorno in Francia.
Fu sepolto in un'arca marmorea nella cattedrale di Poitiers, ma successivamente il suo monumento funebre fu distrutto dagli ugonotti.